# كمان 12

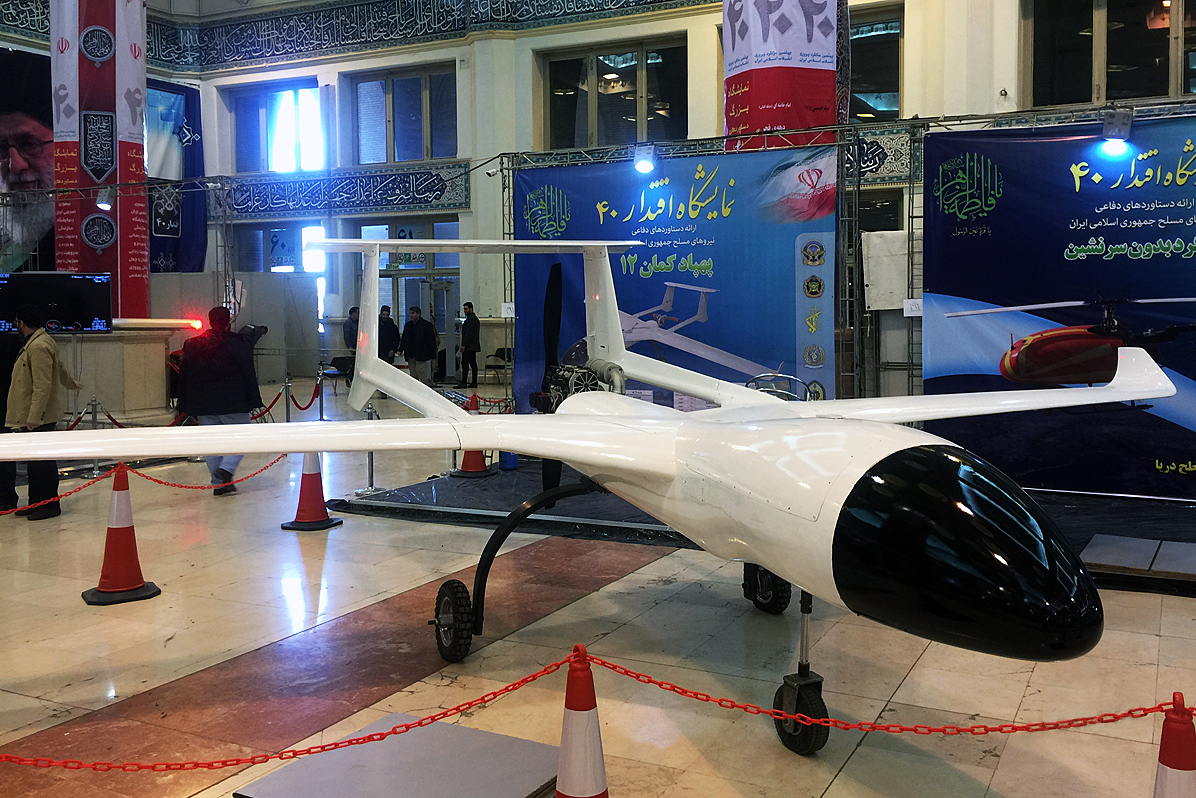
طائرة كمان 12 القتالية إيرانية الصنع. خلال عرضها بمعرض إقتدار 40 للدفاع في العاصمة الإيرانية طهران

Kaman-12 UAV: هي طائرة بدون طيار تشغيلية متعددة الوظائف إيرانية الصنع، والقادرة على حمل أربعة صواريخ جوالة من نوع (AKHGAR). من تصميم وإنتاج القوات الجوية الإيرانية كأول مسيرة لها، لتكون منصة قليلة الكلفة وقابلة لإحتواء تطويرات مستقبلية مثل ال (SATCOM) وال (SAR) مع قابلية لل (Scalability) ورفع الحجم. ففي النسخة الأولى تم تفادي الأجزاء المتحركة في ال (landing gear) الأمامية والخلفية منها على حساب قوى السحب التي ستقلل من قدرة بقائها. تم إنشاء طائرة كمان 12 أو (القوس 12) القتالية بوزن 450 كيلوغراماً  للقوات الجوية الإيرانية، والتي ظهرت لأول مرة في معرض (إقتدار 40) في العاصمة الإيرانية طهران والمخصص لعرض أحدث إنجازات القوات المسلحة الإيرانية بذكرى إنتصار الثورة الإسلامية. وتصل سرعة هذه الطائرة المسيرة إلى 200 كم / ساعة، وقادرة على التحليق المستمر لفترة 10 ساعات، والإقلاع من مدرج بطول 400 متر كحد أدنى. ولها مدى يصل إلى 1000 كم. ويمكن أن تحمل ما يصل إلى 100 كغم من الحمل القتالي.

## مميزات الطائرة
بإمكان طائرة كمان – 12 المسيرة التي تحلق على مسافة ألف كيلومتر تنفيذ عمليات قتالية بصواريخ دقيقة التهديف وكذلك قدرتها على إدارة دفة الحرب الإلكترونية والرصد. ويصل مدى صاروخ آخكر الذي تحمله طائرة كمان المسيرة إلى مسافة 30 كيلومتراً، ويجري تسيير هذه الطائرة من موقع أرضي وبإمكانها تنفيذ عملياتها بشكل آلي.

## اختبار الطائرة
إختبرت القوات المسلحة الإيرانية طائرة «كمان 12» الهجومية وطائرات «أبابيل» المسيرة التي أصابت أهدافها بقنابل دقيقة وموجهة، وذلك في مناورات (ذو الفقار 99) التي تستمر لمدة ثلاثة أيام في بحر عمان جنوب جمهورية إيران، بالإضافة إلى ذلك إختبر الجيش الإيراني في هذه المناورات طائرات مسيرة مفخخة. وخلال هذه التمارين العسكرية، حلقت طائرة «سييمرغ» أو «العنقاء» على مدى 1000 كلم لتقصف هدفاً عسكرياً بحرياً وتصيبه بقنابل وصفتها بالذكية والدقيقة من طراز «سديد». وأكد شهرام إيراني، الناطق باسم الجيش الإيراني بشأن المناورات، أن كل الأسلحة المستخدمة في المناورات الجارية إيرانية الصنع، مشيراً إلى إزدياد دقة الصواريخ التي بحوزة قوات بلاده.

## خط الإنتاج
إفتتحت جمهورية إيران خط إنتاج طائرة كمان – 12 المسيرة، وأول مركز لتأهيل المنشآت الجوية بتقنية الليزر في جهاز جهاد الإكتفاء الذاتي للقوة الجوية. وتم ذلك برعاية نائب الرئيس الإيراني لشؤون العلوم والتكنلوجيا سورنا ستاري وقائد سلاح الجو لجيش الجمهورية الإيرانية العميد الطيار عزيز نصيرزادة.

## تسليح طائرة كمان 12
تُعتبَر الطائرات المسيرة العسكرية وغيرها ذات أهمية كبيرة جداً، ولذلك فقد طورت صناعة الدفاع الإيرانية سلسلة كاملة من طائرات الإستطلاع والطائرات المسيرة الهجومية، وكذلك الذخيرة لها. حيث تم تصميم ذخيرة (AKHGAR) عالية الدقة خصيصاً لطائرة كمان 12، والتي يمكنها حمل 4 صواريخ جوالة من هذا النوع، والذي هو عبارة عن صاروخ جوال صغير إيراني الصنع. ويبلغ وزن هذا الصاروخ جو – أرض 27 كغ، بينما تصل كتلة الرأس الحربي إلى 7 كغ. أما الطول فيبلغ 1.7 م، والقطر  13 سم، وسرعة الطيران القصوى  600 كم / ساعة، ومدى الصاروخ 30 كم. ويُلاحظ أن الإنحراف الدائري لا يتجاوز 1 م. وتَستخدِم جمهورية إيران بنشاط طائراتها المسيرة الهجومية ضد التنظيمات المسلحة. على سبيل المثال، تم استخدام طائرة Shahed-129 في السماء السورية. كما شاركت طائرة Mohajer-6 في هذه النقطة الساخنة، وهي تحرس أيضاً حدود البلاد في المناطق الأكثر خطورة.

## طالع ايضاً
- الطائرات الايرانية بدون طيار
- مروحية شاهد 278
- مروحية شاهد 216
- مروحية شاهد 285
- حيدر (قناص)
- سرير 1 (طائرة بدون طيار)
- فطرس (طائرة من دون طيار)
- رعد 85 (طائرة بدون طيار)
- مهاجر (طائرة بدون طيار)
- مروحية طوفان 2
- شاهد 129
- سفره ماهى (طائرة بدون طيار)
- بنها (شركة)
- سورنا 3 (روبوت)
- أميد (قمر صناعي)
- ذو الفقار (دبابة)